# Sự cố tàu lặn Titan 2023
Vào ngày 18 tháng 6 năm 2023, chiếc tàu lặn thám hiểm Titan do hãng OceanGate Expeditions vận hành đột ngột mất tích ở Bắc Đại Tây Dương ngoài khơi đảo Newfoundland, Canada. Chiếc tàu lặn chở theo năm người, phục vụ cho chuyến du lịch thám hiểm tàn tích của vụ đắm tàu Titanic. 1 giờ 45 phút sau khi khởi hành, mọi liên lạc với tàu lặn bị cắt đứt và vụ mất tích được thông báo cho các nhà chức trách sau khi tàu lặn không quay trở về đúng thời hẹn trong ngày.
Sau cuộc tìm kiếm kéo dài gần 80 giờ, một phương tiện dưới nước hoạt động từ xa (ROV) đã phát hiện ra một mảnh vỡ các bộ phận của tàu Titan, cách mũi tàu Titanic khoảng 488 m. Chuẩn đô đốc Lực lượng Tuần duyên Mỹ John Mauger cho biết, đuôi của tàu lặn đã được phát hiện nằm giữa các mảnh vỡ. Buồng áp suất tàu lặn đã co sập ngay sau khi liên lạc với Titan bị cắt đứt khi tàu bắt đầu lặn, dẫn đến cả 5 người thiệt mạng.
Những mối lo ngại về độ an toàn của tàu lặn đã được đề ra từ trước. OceanGate đã từ chối phê duyệt và chứng nhận độ an toàn của tàu lặn Titan vì cho rằng các quy định an toàn là thừa thãi và cản trở sự sáng tạo. Đội giải cứu quốc tế bao gồm Tuần duyên Hoa Kỳ, Hải quân Hoa Kỳ, Tuần duyên Canada và Lực lượng Vũ trang Canada đã nỗ lực thực hiện tìm kiếm và cứu hộ tàu lặn Titan. Công tác còn được hỗ trợ bởi các máy bay từ đội Không quân Hoàng gia Canada và Vệ binh Quốc gia Không quân Hoa Kỳ, một con tàu từ Hải quân Hoàng gia Canada, nhiều tàu thương mại, nghiên cứu và ROV khác.

## Bối cảnh

### OceanGate
OceanGate là một công ty tư nhân được sáng lập bởi Stockton Rush và một đồng nghiệp kinh doanh vào năm 2009. Từ năm 2010, công ty đã tổ chức nhiều chuyến tàu lặn chở người ngoài khơi California, Vịnh México và Đại Tây Dương. Công ty đặt trụ sở tại Everett, Washington.
Stockton Rush nhận thấy rằng tổ chức quan sát các tàn tích của tàu dưới biển nhận được nhiều sự chú ý từ truyền thông nên vào năm 2016, công ty lần đầu tiên chở hành khách đi thám hiểm xác tàu SS Andrea Doria nhờ tận dụng tàu lặn Cyclops 1 để quan sát. Năm 2019, Rush phát biểu trong tạp chí Smithsonian: "Chỉ có một vụ đắm tàu duy nhất mà ai cũng biết ... Nếu bạn hỏi mọi người kể tên một vài thứ ở dưới biển, họ sẽ nói cá mập, cá voi, Titanic".

### Titanic
Titanic là chiếc tàu vượt đại dương chở khách nổi tiếng do vụ va chạm với tảng băng trôi vào ngày 15 tháng 4 năm 1912 và bị đắm ở phía Bắc vùng biển Đại Tây Dương. Năm 1915, tàn tích của tàu được phát hiện cách đảo Newfoundland 400 hải lí (740 km), nằm ở đáy đại dương sâu 3.810 m (12.500 ft). Titanic đã trở thành bối cảnh và đề tài cho rất nhiều tác phẩm văn học, hội họa và điện ảnh.

### Tàu lặnTitan

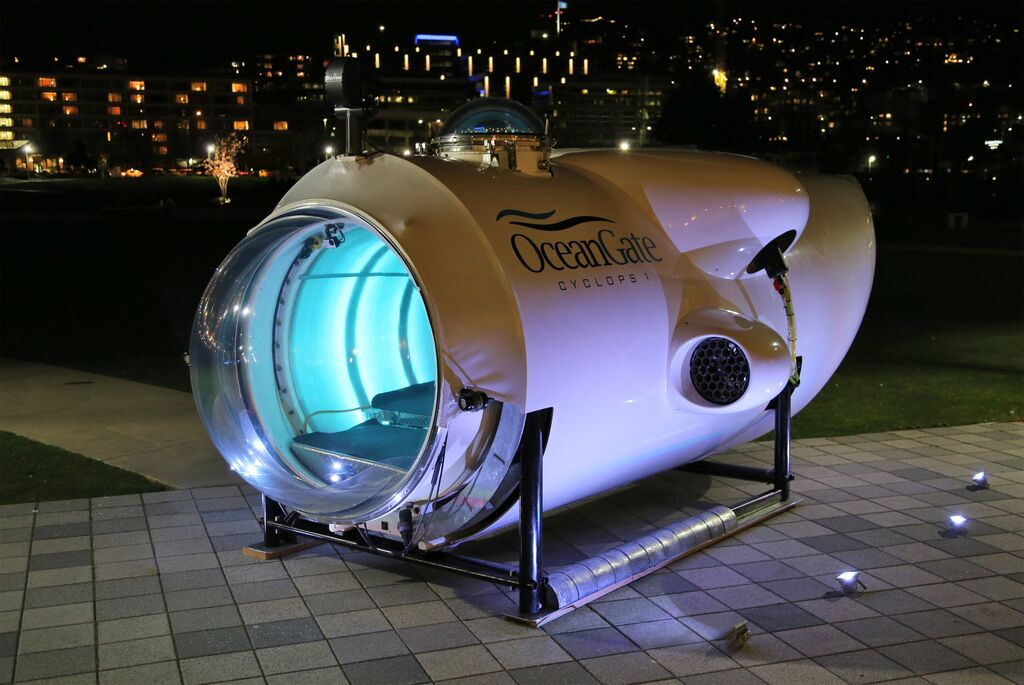
Cyclops 1, tiền thân của tàu lặn Titan, sản xuất bởi OceanGate. Tàu lặn Titan chỉ có một cửa kính dày 380 mm (15 inch).

Titan là một chiếc tàu lặn 5 chỗ vận hành và quản lý bởi tập đoàn OceanGate. Chiếc tàu lặn dài 6,7 m (22 ft), nặng 10.432 kg (23.000 lb) và được lắp ráp bằng sợi carbon và titan. Buồng áp suất của tàu gồm khoang bán cầu, hai vòng nối bằng titan, và một khoang hình trụ bằng sợi carbon có đường kính bên trong 142 cm (56 inch) và dài 2,4 m (7,9 ft). Một trong hai khoang bán cầu có đầu mút được lắp một cửa sổ kính acrylic dày 380 mm (15 inch). Năm 2020, Rush tuyên bố phần vỏ tàu bị xuống cấp và chỉ lặn được tối đa 3.000 m (9.800 ft) do vật liệu kém bền. Năm 2020 và 2021, tàu lặn Titan được sửa chữa và cải tạo lại. Rush kể với tổng biên tập Travel Weekly rằng sợi carbon cho vỏ tàu được mua lại với giá rẻ từ Boeing do vật liệu này quá cũ để lắp ráp máy bay của công ti. Boeing khẳng định rằng công ti không ghi nhận bất kì giao dịch mua bán nào với Rush hay OceanGate
Tàu lặn có thể di chuyển với tốc độ lên đến 3 nút (5,6 km/h) nhờ bốn động cơ điện, chia làm hai động cơ đi ngang và đi dọc. Tàu được điều khiển bằng một chiếc tay cầm chơi game PC không dây Logitech G F710 có cần điều khiển được điều chỉnh. Việc sử dụng điều khiển trò chơi có sẵn trên thị trường là không quá xa lạ khi sử dụng trong những tàu ngầm cần một hệ thống dự phòng ngoài vô lăng điều khiển.

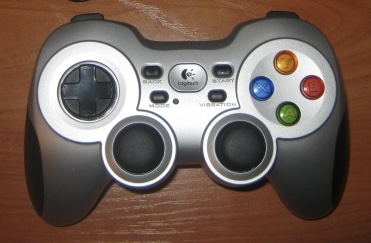
Tay cầm chơi game không dây Logitech F710 chưa được điều chỉnh sử dụng trong Titan.

Cho đến năm 2023, OceanGate khẳng định trên website chính thức rằng Titan được "thiết kế và lắp ráp bởi tập đoàn OceanGate hợp tác với các chuyên gia tại NASA, Boeing và Đại học Washington". Một bản thu nhỏ 1⁄3 của tàu Cyclops 2 được lắp ráp và thử nghiệm tại Phòng thí nghiệm Vật lí Ứng dụng (APL) ở đại học Washington; bản thu nhỏ này chịu được áp suất lên đến 4.285 psi (29,54 MPa; 291,6 atm), tương đương với độ sâu 3.000 m (9.800 ft) dưới nước. Sau sự cố mất tích tàu lặn Titan năm 2023, Đại học Washington khẳng định rằng APL không có liên quan đến quá trình "thiết kế, lắp ráp hay thử nghiệm tàu lặn Titan". Người phát ngôn từ Boeing cũng tuyên bố Boeing "không phải là đối tác phát triển Titan và không thiết kế hay lắp ráp chiếc tàu". Người phát ngôn từ NASA phát biểu rằng Trung tâm Bay Không gian Marshall của NASA có kí hợp đồng thỏa thuận Đạo luật Không gian với OceanGate, nhưng "không thực hiện công tác thử nghiệm hay lắp ráp bằng nhân lực hay máy móc làm việc của cơ sở".
Theo OceanGate, tàu lặn có hệ thống giám sát để liên tục theo dõi độ bền của vỏ tàu. Tàu lặn có đầy đủ dụng cụ cần thiết để duy trì sự sống cho năm người trong suốt 96 giờ. Tàu lặn không có hệ thống định vị lắp đặt trên tàu, thay vào đó, tàu hỗ trợ giám sát vị trí của Titan so với mục tiêu gửi tín hiệu cho tàu lặn để cho biết khoảng cách và hướng cần đi.
Theo OceanGate, tàu lặn Titan có bảy hệ thống dự phòng để đưa tàu lặn trở lên mặt nước trong trường hợp khẩn cấp, bao gồm các vật dằn tàu có thể thả được, một quả bong bóng và động cơ điện. Một số hệ thống dự phòng còn được thiết kế để hoạt động ngay cả khi tàu lặn không được điều khiển trong một thời gian, ví dụ như các túi cát móc vào tàu sẽ tan hết và được thả ra sau một thời gian nhất định trong nước, cho phép tàu lặn nổi lên. Một nhà đầu tư của OceanGate nói rằng nếu tàu lặn không tự động nổi lên sau một khoảng thời gian, những người bên trong tàu lặn có thể thả rơi vật dằn tàu bằng cách nghiêng tàu qua lại, hoặc sử dụng máy bơm khí nén để giảm bớt trọng lượng.

### Chuyến thám hiểmTitanic
Tàu lặn Titan thực hiện chuyến thám hiểm Titanic đầu tiên vào tháng 7 năm 2021. OceanGate tổng cộng đã thực hiện sáu chuyến vào năm 2021 và bảy chuyến năm 2022.
Thông thường, mỗi chuyến đi sẽ có một tàu trưởng, ba hành khách và một hướng dẫn viên đi kèm trên tàu lặn. Sau khi tất cả mọi người đều đã vào trong tàu lặn, cửa tàu sẽ được đóng chặt lại và chỉ có thể mở được từ bên ngoài. Chuyến tàu lặn từ mặt nước xuống xác tàu Titanic mất khoảng ba giờ, và cả chuyến đi mất khoảng tám giờ. Trong suốt chuyến đi, tàu lặn cần phải phát một tín hiệu an toàn mỗi 15 phút cho đội giám sát trên mặt biển. Những người trên tàu và đội giám sát cũng có thể liên lạc với nhau qua tin nhắn.
Giá tiền cho một chuyến thám hiểm tám ngày thăm xác tàu Titanic là 250.000 đô-la, và hành khách trong chuyến đi được OceanGate ví như các "chuyên gia sứ mệnh".
OceanGate dự tính sẽ thực hiện nhiều chuyến thám hiểm Titanic vào năm 2023, nhưng do thời tiết xấu ở Newfoundland nên công ty chỉ mới tổ chức một chuyến duy nhất vào tháng 6 năm 2023 (thời điểm xảy ra sự cố).

## Đánh giá về độ an toàn

### Độ an toàn
Tàu lặn Titan hoạt động trong vùng biển quốc tế nên không chịu ảnh hưởng từ bất kì bộ luật quy định an toàn nào và không được chứng nhận an toàn từ bất kì một tổ chức quản lý nào. Nhà văn và phóng viên công nghệ David Pogue sau khi hoàn thành chuyến thám hiểm năm 2022 cho chương trình CBS News Sunday Morning nói rằng tất cả hành khách muốn bước vào tàu lặn Titan cần phải kí một bản hợp đồng huỷ bỏ trách nhiệm và xác nhận rằng Titan là một tàu lặn "thử nghiệm" và "chưa được phê chuẩn hay chứng thực từ bất kì một tổ chức quản lý nào, và hành khách có thể bị chấn thương, khuyết tật, sang chấn tâm thần hoặc tử vong". Nhà sản xuất truyền hình Mike Reiss cũng hoàn thành chuyến đi và nói rằng bản hợp đồng "nhắc đến việc tử vong ba lần ở trang đầu tiên".
Một bài báo trong tạp chí Smithsonian năm 2019 gọi CEO OceanGate Stockton Rush là một "nhà phát minh liều lĩnh". Bài báo trích dẫn một lời phát biểu của Rush khi chỉ trích Đạo luật An toàn Tàu chở khách Hoa Kỳ năm 1993 là "ưu tiên an toàn cho hành khách không cần thiết hơn những sáng chế thương mại". Trong một buổi phỏng vấn với CBS News năm 2022, Rush nói: 
"Đến một lúc nào đó, sự an toàn là thừa thãi. Ý tôi là, nếu bạn muốn được an toàn thì đừng bước ra khỏi giường nữa. Đừng bước vào trong xe. Đừng làm bất cứ một cái gì hết".— Stockton Rush

Trong một buổi phỏng vấn khác vào năm 2021, Rush thừa nhận: "Tôi đã phải phá vỡ một vài quy tắc để có thể chế tạo ra Titan. Tôi nghĩ tôi phá vỡ chúng dựa trên logic và kinh nghiệm kỹ thuật của tôi. Sợi carbon và titan, có một quy tắc mà bạn không được phá vỡ. Vậy mà tôi phá rồi đấy".
OceanGate tuyên bố Titan là tàu lặn duy nhất sử dụng RTM, "hệ thống tích hợp theo dõi độ bền thời gian thực". Công nghệ RTM thuộc quyền sở hữu của Rush sử dụng cảm biến âm thanh và máy đo áp suất để phân tích tác động của áp lực nước biến thiên theo độ sâu của tàu lặn và theo dõi tính toàn vẹn của vỏ tàu. Hệ thống này được quảng bá là sẽ đưa ra cảnh báo từ sớm và cho phép tàu lặn có đủ thời gian để nổi lên trở lại mặt nước.

### Lo ngại từ trước
Năm 2018, David Lochridge, giám đốc điều hành hàng hải của OceanGate, biên soạn một bản báo cáo về các mối lo ngại về độ an toàn của tàu lặn Titan. Trong bản ghi chép toà án, Lochridge yêu cầu công ty đánh giá và cho cơ quan quản lí phê chuẩn độ an toàn của Titan, nhưng OceanGate từ chối. Ông cũng nêu ra rằng cửa kính ở khoang quan sát phía trước tàu lặn chỉ có thể chịu đựng được tối đa ở độ sâu 1.300 m (4.300 ft), chỉ 1⁄3 độ sâu cần thiết để thám hiểm Titanic. Lochridge cũng bày tỏ mối lo ngại về việc OceanGate không thực hiện quá trình thử nghiệm vỏ tàu trước khi cho phép đưa vào hoạt động, và khẳng định rằng ông "liên tục được báo rằng do độ dày của vỏ tàu nên không thể thực hiện kiểm tra đảm bảo lớp keo dán các lớp của tàu lặn.
OceanGate đáp trả lại rằng Lochridge không phải là kĩ sư lắp ráp của tàu và không đồng ý chấp thuận quá trình kiểm độ an toàn của đội kĩ thuật OceanGate, và lí luận rằng đánh giá vỏ tàu Titan của công ty là chuẩn xác hơn đánh giá của các bên thứ ba mà Lochridge yêu cầu. OceanGate kiện Lochridge với lí do vi phạm hợp đồng bảo mật của công ty và khai báo sai sự thật. Lochridge phản tố và cho rằng buộc tội ông với lí do đề ra các mối lo ngại về độ an toàn của Titan khi vận hành là không có cơ sở. Hai bên giải quyết xong vụ kiện vài tháng sau.
Cuối năm 2018, Hiệp hội Công nghệ Biển viết một lá thư gửi đến Rush bày tỏ "mối lo ngại nhất trí về quá trình phát triển của 'TITAN' và chuyến thám hiểm Titanic" và chỉ ra rằng "phương pháp thử nghiệm hiện tại ... có thể gây ra hậu quả tiêu cực (từ nhẹ đến nặng) và ảnh hưởng nặng nề đến tất cả mọi người trong ngành". Người viết lá thư sau này nói với tờ The New York Times rằng Rush đã gọi điện lại cho ông sau khi đọc lá thư và nói rằng các tiêu chuẩn công nghiệp đang ngăn chặn bước tiến trong tương lai.
Tháng 3 năm 2018, Rob McCallum, chuyên gia dẫn đầu thám hiểm biển sâu, gửi email cho Rush và cảnh báo rằng Rush đang mạo hiểm sự an toàn của khách hàng, và khuyên ông không nên đưa tàu lặn vào sử dụng cho đến khi tàu được kiểm nghiệm độc lập độ an toàn. McCallum viết: "Tôi cầu khẩn ngài hãy thật cẩn thận trong quá trình kiểm tra và thử nghiệm tàu lặn và phải cực kì, cực kì thận trọng". Rush đáp lại rằng ông đã "quá mệt mỏi với những doanh nhân công nghiệp cố sử dụng cái lí do về độ an toàn để trì trệ sự sáng tạo ... Chúng tôi đã nghe quá nhiều những lời cầu xin vô căn cứ rằng 'ông sẽ giết ai đó mất'. Tôi cảm thấy rất xúc phạm trước điều này". McCallum sau đó gửi thêm một email cho Rush và viết rằng: "Tôi nghĩ rằng ông đang tự đặt chính ông và khách hàng trong một tình thế nguy hiểm. Lúc ông mải mê đua để xem tàu Titanic thì ông lại lặp lại câu nói nổi tiếng đó: 'Chiếc tàu này không chìm được đâu' ". Lluật sư của OceanGate sau đó đe dọa sẽ kiện McCallum ra tòa.
Năm 2022, diễn viên và dẫn chương trình người Anh Ross Kemp, trước đó đã thực hiện nhiều chuyến lặn dưới biển sâu cho kênh truyền hình Sky History, dự định sẽ đánh dấu kỉ niệm lần thứ 110 ngày tàu Titanic bị đắm bằng cách quay một bộ phim tư liệu bằng tàu Titan để lặn xuống đáy biển xem tàn tích của Titanic. Dự án này sau đó bị hoãn do công ti sản xuất Atlantic Productions cho rằng tàu lặn Titan không an toàn và không phù hợp.

### Các sự cố trước đó
Năm 2022, phóng viên David Pogue khi đang ở trên tàu liên lạc trên mặt biển thì Titan đột ngột mất liên lạc và không thể tìm được vị trí của tàu Titanic. Buổi phỏng vấn Stockton Rush vào tháng 12 năm 2022 cho CBS News Sunday Morning, trong đó Pogue hoài nghi về độ an toàn của Titan, lan truyền nhanh chóng và trở nên nổi tiếng trên mạng xã hội sau khi tàu lặn gặp sự cố mất liên lạc vào tháng 6 năm 2023. Trong buổi phỏng vấn, Pogue bình luận rằng "chiếc tàu lặn này có vẻ như có cái chất 'làm đến đâu, hay đến đó' như MacGyver". Pogue đưa tin rằng chiếc điều khiển trò chơi không dây Logitech F710 giá 30 đô-la được sử dụng để điều khiển tàu lên xuống và quay, và ống thép xây dựng được dùng làm vật dằn tàu.  
Trong một chuyến lặn khác vào năm 2022, một trong những động cơ của Titan bị lắp ngược và khiến cho tàu lặn xoay vòng tròn khi tiến về phía trước. Theo phim tài liệu của BBC Take Me to Titanic, sự cố này được khắc phục bằng cách cầm tay cầm điều khiển ngang. Theo một hồ sơ tòa án tháng 11 năm 2022, OceanGate báo cáo rằng trong một chuyến lặn vào năm 2022, tàu lặn Titan gặp vấn đề về pin và cần phải gắn tàu với một bệ nổi bằng tay, khiến cho phần vỏ ngoài của tàu bị hư hại.  

## Sự cố
Chuyến thám hiểm được đặt trước từ đầu năm 2023. Rush dự định bán cho doanh nhân tỉ phú Las Vegas Jay Bloom hai vé giảm giá cho ông và con trai của ông tham gia chuyến đi. Bloom được chào giá 150.000 đô-la cho mỗi người (thay vì giá 250.000 đô-la như thường lệ), và Rush trấn an ông rằng chuyến thám hiểm "còn an toàn hơn sang đường". Bloom từ chối lời đề nghị của Rush do các vấn đề về độ an toàn của tàu. Tại thời điểm đó, chuyến thám hiểm dự định sẽ khởi hành vào tháng 5, nhưng do thời tiết xấu nên bị lùi về tháng 6.

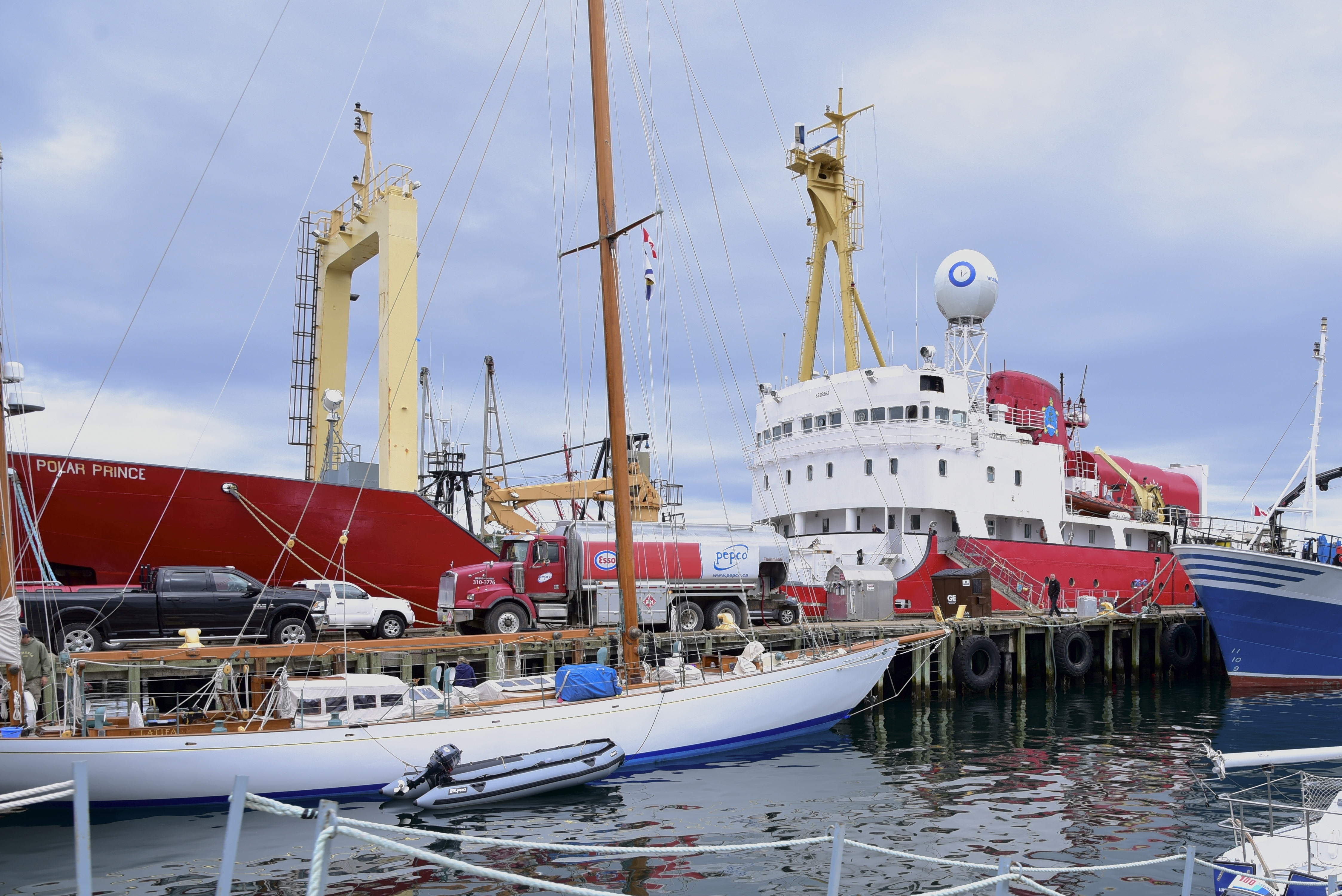
Tàu MV Polar Prince chở tàu lặn Titan và đoàn thám hiểm đến vị trí thám hiểm phía trên xác tàu Titanic.

### Chuẩn bị (16–17 tháng 6)
Ngày 16 tháng 6 năm 2023, tàu MV Polar Prince chở theo tàu lặn Titan rời cảng từ St. John's, Newfoundland cho việc nghiên cứu và thám hiểm xác tàu Titanic. 
Con tàu đến vị trí thám hiểm vào ngày 17 tháng 6. Một trong những người trên tàu, Hamish Harding, đăng một dòng trạng thái trên Facebook: "Do ở Newfoundland xảy ra mùa đông khắc nghiệt nhất trong 40 năm qua, chuyến đi này có thể là chuyến đi đầu tiên và duy nhất thám hiểm Titanic trong năm 2023. Thời tiết vừa mới êm nhẹ được một chút nên chúng tôi sẽ bắt đầu chuyến thám hiểm vào ngày mai". Ông cũng nói rằng chuyến thám hiểm được dự tính sẽ khởi hành vào khoảng 4:00 EDT (8:00 UTC).

### Khởi hành và biến mất (18 tháng 6)
Tàu lặn Titan bắt đầu thực hiện chuyến lặn xuống đáy biển vào lúc 9:30 theo giờ Newfoundland (UTC−02:30; 12:00 trưa UTC), Chủ Nhật, ngày 18 tháng 6. Trong suốt một tiếng rưỡi đầu tiên kể từ lúc Titan khởi hành, tàu lặn liên lạc đều đặn với tàu Polar Prince mỗi 15 phút, rồi dừng lại vào lúc 11:15 (13:45 UTC) sau khi tàu lặn gửi tín hiệu cuối cùng. Tàu lặn được dự kiến sẽ trở lại mặt nước lúc 16:30 (18:45 UTC). Lúc 19:10 (21:40 UTC), Tuần duyên Hoa Kỳ được thông báo về chiếc tàu lặn bị mất tích. Tàu lặn Titan có đủ oxy cung cấp cho năm hành khách trong 96 giờ lúc khởi hành và dự tính sẽ cạn kiệt vào sáng ngày 22 tháng 6 theo giờ địa phương trong trường hợp tàu lặn vẫn còn nguyên vẹn.
Một hệ thống dò sóng âm phục vụ cho công tác phát hiện tàu ngầm quân đội của Hải quân Hoa Kỳ ghi nhận một chấn âm giống như một vụ co sập xảy ra vài giờ sau khi tàu lặn Titan khởi hành. Thông tin này được phát hiện khi đội Hải quân xem lại dữ liệu sóng âm tại thời điểm khởi hành sau khi tàu lặn được thông báo đã mất tích. Hải quân Hoa Kỳ chuyển giao lại thông tin này cho đội Tuần duyên Hoa Kỳ.

### Nỗ lực tìm kiếm và cứu hộ (18–22 tháng 6)
Công tác tìm kiếm và cứu hộ tàu lặn Titan được triển khai bởi đội cứu nạn quốc tế gồm Tuần duyên Hoa Kỳ, Hải quân Hoa Kỳ và Tuần duyên Canada. Công tác còn được hỗ trợ bởi các máy bay từ lực lượng Không quân Hoàng gia Canada và Vệ binh Quốc gia Không quân Hoa Kỳ, một con tàu từ Hải quân Hoàng gia Canada, nhiều tàu thương mại, nghiên cứu và các phương tiện dưới nước hoạt động từ xa (ROV) khác. Công tác tìm kiếm diễn ra trên mặt biển và dưới nước bằng hệ thống sonar.
Các đội cứu nạn từ Quân khu Đông Bắc của Tuần duyên Hoa Kỳ ở Boston triển khai phái đoàn tìm kiếm cách bờ biển Cape Cod, Massachusetts 900 hải lí (1.700 km). Trung tâm Phối hợp Điều phối Cứu hộ Halifax đưa tin một chiếc máy bay Lockheed CP-140 Aurora và tàu CCGS Kopit Hopson 1752 từ lực lượng Không quân Hoàng gia Canada đang tham gia công tác tìm kiếm theo một yêu cầu từ Trung tâm Phối hợp Tìm kiếm đường biển ở Boston vào ngày 18 tháng 6 lúc 21:43 (00:13 UTC). Công tác tìm kiếm vào ngày 19 tháng 6 có sự tham gia của 3 chiếc máy bay C-130 (hai cái từ Hoa Kỳ và một cái từ Canada), một chiếc P-8 Poseidon từ Hoa Kỳ và vài chiếc phao âm. Công tác tìm kiếm và cứu hộ bị cản trở do điều kiện tầm nhìn vùng biển kém, nhưng sau đó phục hồi trở lại ngày hôm sau.
Đội Tuần duyên Hoa Kỳ cho biết công tác tìm kiếm và cứu hộ gặp nhiều khó khăn do vị trí biệt lập, và những điều kiện thời tiết, biển, nhiệt độ nước và tầm nhìn không thuận lợi. Chuẩn đô đốc John Mauger nói rằng đội giải cứu đang cố gắng tìm kiếm bằng cách "sử dụng mọi phương pháp có thể".
Tàu rải ống Deep Energy, vận hành bởi TechnipFMC, có mặt tại hiện trường ngày 20 tháng 6 năm 2023, mang theo hai chiếc ROV và các thiết bị khác tham gia công tác tìm kiếm dưới đáy biển. Đến 10:45 (13:15 UTC), đội Tuần duyên Hoa Kỳ đã khoanh vùng tổng cộng 26.000 km2 (10.000 mile vuông). Đội Cứu cánh 106 từ Vệ binh Không quân Quốc gia New York điều động một chiếc máy bay HC-130J cho công tác tìm kiếm, với dự định sẽ gửi thêm hai chiếc vào cuối ngày.

### Mảnh xác tàu được phát hiện (22 tháng 6)
Vào 13:18 (15:48 UTC), ngày 22 tháng 6, Quân khu đông bắc của Tuần duyên Hoa Kỳ thông báo đã phát hiện một vùng biển rải rác các mảnh vỡ gần tàn tích tàu Titanic. Chiếc ROV Odysseus 6k của Dịch vụ Nghiên cứu Biển khơi tìm thấy các mảnh vỡ này, sau đó được xác nhận là mảnh vỡ của tàu lặn Titan. Lúc 16:30 (19:00 UTC), theo một cuộc họp báo của Tuần duyên Hoa Kỳ ở Boston, vụ mất tích tàu lặn Titan là do buồng áp suất của tàu bị nổ sập dưới áp lực nước, và các mảnh vỏ tàu Titan đã được tìm thấy dưới đáy biển, cách mũi tàu Titanic khoảng 500 m (1.600 ft).
Các mảnh vỡ được xác định bao gồm phần ống trụ đuôi tàu (không thuộc buồng áp suất) và phần phía trước và gần đuôi buồng áp suất. Theo Tuần duyên Hoa Kỳ, các mảnh vỡ tập trung ở hai khu vực trong vùng biển được xác định, với phần đuôi buồng áp suất nằm tách biệt với phần phía trước buồng áp suất và đuôi tàu.
Chuẩn đô đốc John Mauger nói rằng các mảnh vỡ phù hợp với viễn cảnh buồng áp suất gặp sự cố dẫn đến thảm hoạ co sập tàu. Mauger cho biết ông chưa có câu trả lời cho việc liệu có thu hồi được xác của người trên tàu hay không, nhưng ông khẳng định rằng điều kiện dưới đáy biển là một "môi trường cực kì không khoan nhượng".

## Những người trên tàu
- Stockton Rush (61 tuổi), sinh ra trong một gia đình xuất chúng ở San Francisco,[55] là người lái tàu lặn, và là CEO và nhà sáng lập công ty OceanGate.[56]
- Shahzada Dawood (48 tuổi), tỉ phú và doanh nhân người Anh-Pakistan[57][58] (thuộc công ty cổ phần Dawood Hercules), người thụ ủy tại viện SETI[59] và là một trong những người giàu nhất Pakistan.[60]
- Suleman Dawood (19 tuổi), con trai của Shahzada Dawood và là sinh viên tại đại học Strathclyde.[61][41]
- Hamish Harding (58 tuổi), tỉ phú,[62] doanh nhân, phi công và khách du lịch không gian người Anh.[36] Ông đã từng lặn xuống rãnh Mariana, được ghi danh trong Sách Kỷ lục Guinness khi bay một vòng quanh Trái Đất, và được bay vào vũ trụ năm 2022 trong chuyến du hành Blue Origin NS-21.
- Paul-Henri Nargeolet (77 tuổi), cựu chỉ huy Hải quân Pháp, thợ lặn, người lái tàu lặn, là thành viên của viện Nghiên cứu và Khai thác biển Pháp (IFREMER)[63][64] và là chỉ huy đội nghiên cứu dưới nước cho E/M Group[65] và công ti sở hữu quyền trục vớt tàn tích tàu Titanic RMS Titanic, Inc.[66] Nargeolet đã chỉ huy hơn 35 cuộc thám hiểm xác tàu Titanic, quản lý quá trình phục hồi hiện vật và được "công nhận rộng rãi là chuyên gia dẫn đầu của tàn tích" theo The Guardian.[67]

## Phản ứng
Nhà nghiên cứu về tàu Titanic Parks Stephenson đã bình luận về vụ mất tích của tàu Titan qua Facebook: 
Cho dù bạn có thể đọc được gì trong vài giờ tới, tất cả những gì thực sự được biết vào lúc này là thông tin liên lạc với tàu lặn. Dù đã bị mất liên lạc và điều đó có thể bất thường để đảm bảo xem xét nghiêm túc nhất. 
Stephenson có kinh nghiệm trong các chuyến thám hiểm biển sâu, trước đó ông đã 5 lần lặn xem tàu Titanic. Stephenson sau đó nói thêm rằng các thợ lặn sẽ không ở ngoài đó nếu không có nhu cầu của công chúng về thông tin liên quan đến xác tàu này.